# Ingo Patschke
Ingo Patschke (* 20. Oktober 1952 in Fürth) ist ein deutscher Arzt und Sanitätsoffizier.

## Leben
Patschke absolvierte 1972 das Abitur am Neuen Gymnasium Nürnberg und studierte Humanmedizin an der Friedrich-Alexander-Universität Erlangen, an der er 1985 zum Dr. med. promoviert wurde. Er wurde auch als Austauschoffizier an der Academy of Health Sciences der United States Army in San Antonio (Texas) eingesetzt. Von 2005 bis September 2006 war er Kommandeur des Sanitätskommando II des Sanitätsdienstes der Bundeswehr in Diez, von September 2006 bis September 2011 Stellvertreter des Befehlshabers des Sanitätsführungskommando in Koblenz. Nach der Zurruhesetzung von Jürgen Blätzinger im April 2011 führte er das Sanitätsführungskommando in seiner Funktion als Stellvertreter des Befehlshabers. Am 21. September 2011 übergab er diese Aufgabe an Generalstabsarzt Detlev Fröhlich, weil er am 27. September 2011 als Generaloberstabsarzt Inspekteur des Sanitätsdienstes wurde. Am 14. Juli 2015 hat er diese Funktion an Michael Tempel übergeben und wurde mit einem Großen Zapfenstreich im Beisein der Bundesministerin der Verteidigung Ursula von der Leyen in den Ruhestand verabschiedet.
Am 17. März 2016 wurde Patschke als Nachfolger von Wolfgang Otto zum Vorsitzenden der Evangelischen Arbeitsgemeinschaft für Soldatenbetreuung in der Bundesrepublik Deutschland e. V. (EAS) gewählt.

## Auszeichnungen

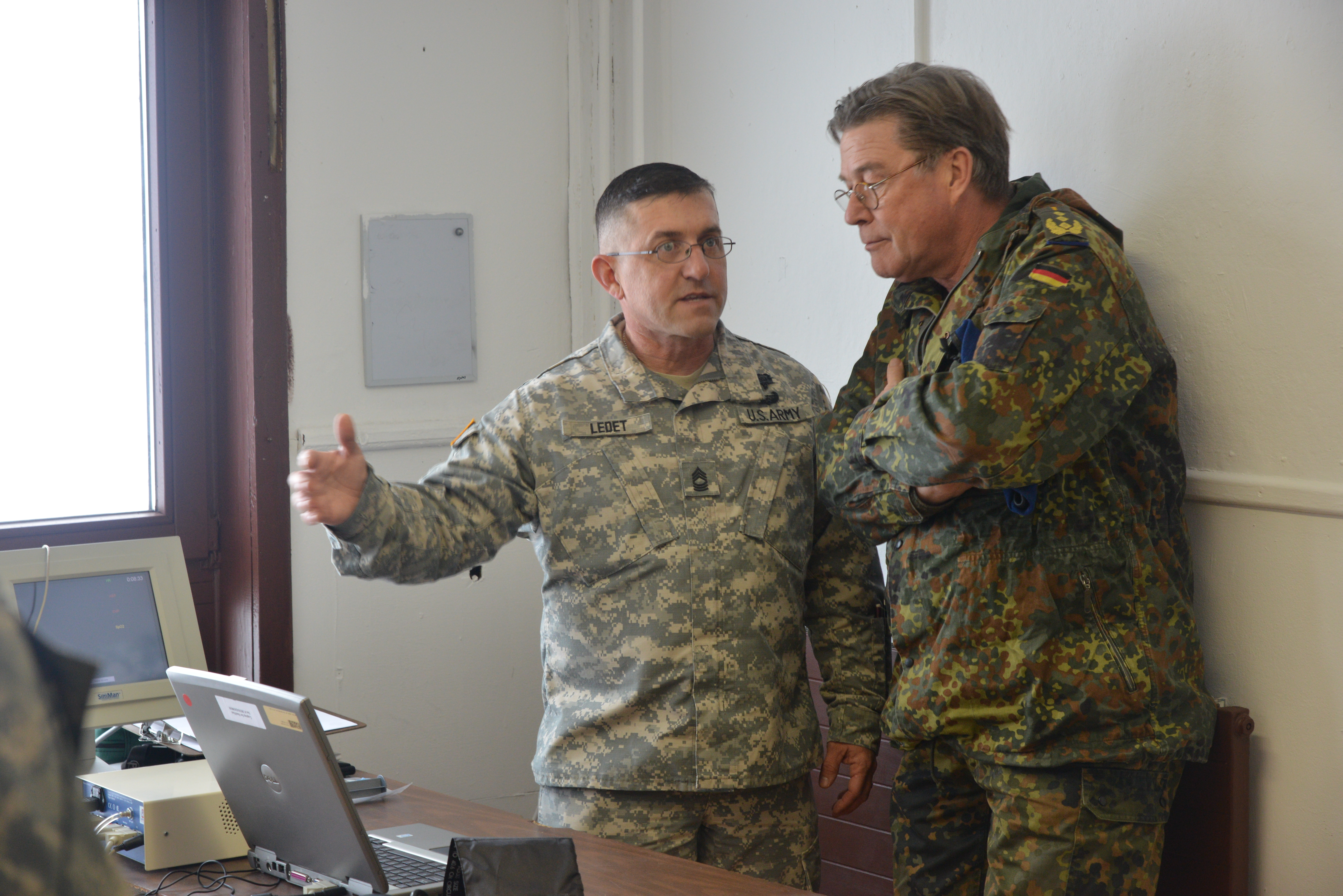
Baumholder 2014

- Meritorious Service Medal, USA (1993)
- Ehrenzeichen der Bundeswehr in Silber (1994)
- Ehrenzeichen der Bundeswehr in Gold (2000)
- Einsatzmedaille Fluthilfe 2002
- Einsatzmedaille der Bundeswehr ISAF (2006)
- NATO-Medaille ISAF (2006)
- Verdienstorden der Bundesrepublik Deutschland, Bundesverdienstkreuz 1. Klasse (2014)[5]
- Ehrenzeichen für Verdienste in Gold, Niederlande (2015)
- Officier der Ehrenlegion (2015)